# 행운에 속지 마라
행운에 속지 마라(Fooled by Randomness: The Hidden Role of Chance in Life and in the Markets)는 인류 지식의 오류가능성(en:fallibility)에 대해 다루는 나심 니컬러스 탈레브의 저서다. 2000년대 후반에는 2001년판에 비해 더 많은 내용이 수록된 개정판이 출시되었다. 본서는 안티프래질 (2012), 블랙 스완 (2007–2010), 행운에 속지 마라 (2001), 프로크루스테스의 침대 (2010–2016), 스킨 인 더 게임 (2018)으로 구성된 다섯 권의 불확실성에 대한 철학 에세이 인세르토(Incerto) 시리즈의 첫 번째 저서다.

## 논지
탈레브는 현대의 사람들이 무작위성의 존재를 곧잘 잊어버린다는 발상을 강력하게 밀어붙인다. 현대인들은 무작위의 결과를 비무작위(non-random)로 설명하려 든다.
사람들은:
1. 인과관계를 과대평가하며, 예를 들자면 사람들은 구름을 보면서 저 구름이 우리 눈에는 코끼리(혹은 다른 무언가)처럼 보이는 무작위로 형성된 구름이라고 이해하는 대신 구름 속의 코끼리를 본다;
2. 세상을 실제보다 더 설명가능한 것으로 바라보는 경향이 있다. 그래서 사람들은 아무것도 없는 것에서조차 설명을 찾는다.

그 밖에도 다음과 같은 무작위성에 대한 인지오류를 다뤘다:
- 생존권 편향. 우리는 승자를 보고 배우려 하지만, 수많은 패배자들에 대해서는 잊어버린다.
- 비대칭 분포. 수많은 실생활의 현상은 이상적인 동전 던지기와 같은 50:50 확률의 도박이 아니며, 비일반적이며 반직관적인 분포를 가진다. 이러한 예시로는 참여자는 거의 언제나 이기지만, 한 번 지면 모든 것을 잃게 되는 99:1 확률의 도박이 있다. 사람들은 "나는 이 도박에서 50 번이나 이겼어."와 같은 진술에 쉽게 속아넘어갈 수 있다. 탈레브에 따르면 "옵션 거래자는 닭처럼 쪼아먹고 코끼리처럼 샤워실로 향한다." 이는 옵션 거래자는 옵션을 판매하여 꾸준히 작은 수익을 벌 수 있을지 몰라도, 일단 재앙이 닥치면 전 재산을 잃게 된다는 것을 의미한다.

## 반응
포춘지는 본서를 75권의 "사상 최고로 영리한 서적들(Smartest Books of All Time)" 중 하나로 선정했다. USA 투데이는 책에서 언급한 금융 업계에 대한 수많은 비판들은 정당한 것으로 밝혀졌다고 이야기했다. 포브스는 본서가 재미있고, 저자가 스스로를 내세우지 않으며 동시에 참을 수 없을 만큼 무례하지만 언제나 깊은 생각을 하도록 만든다고 시인했다. 저자가 저서에서 조롱한 출판사 중 하나인 월스트리트 저널은 2008년 10월의 유니버사 인베스트먼트(Universa Investment) 구매에 대해 "검은 백조를 얻었다"고 했는데, 이는 저서에서 언급된 검은 백조를 암시한다. 저서에서 좀 더 호의적으로 언급된 출판사 중 하나인 더 뉴요커는 마틴 루터의 99개 논제(원문의 표현 그대로)가 가톨릭 교회에 그랬듯 저서가 퇴폐적인 월스트리트에 지혜를 가져다주었다고 말했다.

## 판본
- 2001년, TEXERE는 초판을 출간했다. (ISBN 1-58799-071-7, London : Texere, 2001)
- 2004년, TEXERE는 다 편집된 2판을 출간했다.
- 2005년, 랜덤하우스는 좀 더 많은 편집이 가해진 소프트백판을 출간했다. (ISBN 1-58799-190-X, New York : Random house, 2005)
- 2005년, 상당히 독특한 수정이 가해진 프랑스어판이 등장했다.
- 저서는 20개의 언어로 번역되어왔으며,[7] 50만권 이상 판매되었다.
- 이후 펭귄(소프트백, 2007년 5월), 랜덤하우스(하드백, 2008년 10월)에서 개정판이 출시되었다.

## 참고 문서
- 인지 편향의 목록(영어판)
- 루딕 오류(영어판)
- 파레이돌리아 – 무작위성에서 패턴을 인지는 심리학적 현상

## 같이 보기
- 파레이돌리아